# Aimee Teegarden
Aimee Richelle Teegarden (Downey, Califórnia, 10 de outubro de 1989) é uma atriz norte-americana, mais conhecida por interpretar Julie Taylor na série de televisão Friday Night Lights.

## Biografia
Teegarden nasceu em Downey, Califórnia um subúrbio de Los Angeles. Ela se formou no ensino médio por meio do estudo independente aos dezesseis anos.

## Carreira
Teegarden se juntou ao elenco do drama da NB Friday Night Ligh, ao lado de Kyle Chandler e Connie Britton como Julie Taylor a filha mais velha de Eric Taylor, um treinador de futebol americano de escola secundária e Tami Taylor, uma orientadora de escola secundária. O show foi exibido por cinco temporadas, de 3 de outubro de 2006 a 9 de fevereiro de 2011.
Em 24 de agosto de 2007, durante o concurso Miss Teen USA 2007, Teegarden fez a pergunta (Pesquisas recentes mostraram que um quinto dos americanos não consegue localizar os EUA em um mapa mundial. Por que você acha que isso acontece?) que levou a uma resposta infame da concorrente Caitlin Upton.
Em 2009, Teegarden estreou como atriz convidada em três episódios de 90210 da The CW como Rhonda, uma estudante de West Beverly que cruza com Ethan Ward. Durante o tempo, Teegarden foi ator convidado em Legend of the Seeker, retratando um adolescente  garota que acabou de descobrir que era uma confessor, e mais tarde apareceu em episódios de CSI: Miami e CSI: Crime Scene Investigation.
Em 2010, foi relatado que ela havia sido escalada para estrelar como Amanda Miles nas séries de ação na web Warner Premiere e Dolphin Entertainment,  Aim High com Jackson Rathbone. O programa discute Facebook como a primeira "série social" criada e estreada em 18 de outubro de 2011. A série da web retornou para a segunda temporada em 9 de dezembro de 2013 em  Crackle.
Em 2011, Teegarden co-estrelou Pânico 4  como uma estudante do ensino médio que ama o terror, aparecendo na cena de abertura. Também em 2011, Teegarden estrelou ao lado de Thomas McDonell em Prom como Nova Prescott, uma colegial, com destino à Georgetown University após a formatura, tentando organizar o baile enquanto lida com amor, desgosto e pressão de seus pais, e se apaixonando pelo menino mau da escola Jesse Richter.  Em junho de 2011, ela assinou contrato para co-estrelar o drama de guerra  Love and Honor, com Liam Hemsworth e Teresa Palmer. Teegarden também interpretou Abby em Beneath the Darkness. No entanto, o piloto não foi levado ao ar no outono.  Foi retrabalhado e  deverá ser escolhido para uma substituição no meio da temporada ou na temporada seguinte e  o segundo piloto foi filmado, mas também foi aprovado pela rede.
Em 2014, Teegarden estrelou como Emery Whitehill no drama romântico de ficção científica da CW Star-Crossed, que durou uma temporada. Em 2017, co-estrelou em um filme de terror de Javier Gutiérrez Rings.

## Vida pessoal
Teegarden é vegana. Ela apóia o Oceana, um grupo sem fins lucrativos de defesa dos oceanos.

## Filmografia

### Filme
| Ano  | Titulo                           | Papel            | Notas |
| ---- | -------------------------------- | ---------------- | ----- |
| 2005 | Sailing for Madagascar           | Bette Warren     |       |
| 2009 | The Perfect Age of Rock 'n' Roll | Annie Genson     |       |
| 2009 | Call of the Wild                 | Tracy            |       |
| 2009 | For Sale by Owner                | Elenore Dare     |       |
| 2011 | Scream 4                         | Jenny Randall    |       |
| 2011 | Prom                             | Nova Prescott    |       |
| 2011 | Beneath the Darkness             | Abby             |       |
| 2012 | Beautiful Wave                   | Nicole Davenport |       |
| 2012 | Strain                           | N/A              |       |
| 2013 | Love and Honor                   | Juniper / Jane   |       |
| 2016 | Bakery in Brooklyn               | Vivien           |       |
| 2017 | Rings                            | Skye Johnston    |       |
| 2017 | A Change of Heart                | Josie            |       |
| 2020 | Guest House                      | Sarah Masters    |       |
| TBA  | Obsidian                         |                  |       |

### Televisão
| Ano       | Titulo                                   | Papel           | Notas                                                              |
| --------- | ---------------------------------------- | --------------- | ------------------------------------------------------------------ |
| 2003      | Cold Case                                | Tina Bayes      | Episódio: Churchgoing People                                       |
| 2006      | Hannah Montana                           | Melissa         | Episódio: You're So Vain, You Probably Think This Zit is About You |
| 2006–2011 | Friday Night Lights                      | Julie Taylor    | Papel principal                                                    |
| 2007      | Ned's Declassified School Survival Guide | Sasha #2        | Episódio: Boys & Girls                                             |
| 2009      | 90210                                    | Rhonda Kimble   |                                                                    |
| 2009      | CSI: Miami                               | Brianna Faber   | Episódio: Divorce Party                                            |
| 2009      | Legend of the Seeker                     | Annabelle       | Episódio: Touched                                                  |
| 2010      | CSI: Crime Scene Investigation           | Molly Sinclair  | Episódio: World's End                                              |
| 2011–2013 | Aim High                                 | Amanda Miles    |                                                                    |
| 2012      | The Selection                            | America Singer  |                                                                    |
| 2012      | Punk'd                                   | Ela mesma       | Episódio: Kellan Lutz                                              |
| 2013      | Call Me Crazy: A Five Film               | Olivia          |                                                                    |
| 2014      | Star-Crossed                             | Emery Whitehill |                                                                    |
| 2016–2017 | The Ranch                                | Nikki           |                                                                    |
| 2016      | Notorious                                | Ella Benjamin   |                                                                    |
| 2018      | Once Upon a Christmas Miracle            | Heather         |                                                                    |
| 2019      | Robot Chicken                            | Various         |                                                                    |
| 2019      | A New Year's Resolution                  | Kelly Leone     |                                                                    |
| 2021      | The Rookie                               | Rita Cassie     | Episódio: Amber                                                    |
| 2021      | My Christmas Family Tree                 | Vanessa Hall    |                                                                    |

### Videoclipe
| Ano  | Música                        | Artista       |
| ---- | ----------------------------- | ------------- |
| 2008 | Without You                   | Hinder        |
| 2009 | Kelsey                        | Metro Station |
| 2011 | Your Surrender (Prom Version) | Neon Trees    |
| 2011 | All Better Now                |               |
| 2012 | TV Moms                       | Ladies of Rap |
| 2013 | Made in the USA               | Demi Lovato   |